# 于沛
于沛（1944年—），北京人，汉族，中华人民共和国历史学家、政治人物，中国共产党党员，第十一届全国人民代表大会天津地区代表。
毕业于中国社会科学院研究生院世界历史系。曾任中国史学会第八届理事会副会长，中国社会科学院世界历史研究所所长。2008年，当选为全国人大代表。